# George Stracey Smyth
Pour les articles homonymes, voir Smyth.
George Stracey Smyth (1767 - 1823) était un officier britannique qui fut lieutenant-gouverneur du Nouveau-Brunswick.

## Biographie
George Stracey Smyth naît le 4 avril 1767 en Angleterre. Il se lance dans la carrière militaire, tout d'abord dans un régiment de la milice de l'East Norfolk en 1779, puis dans le 25e Régiment d’Infanterie du Sussex en 1780. Il devient lieutenant en 1791 et sert à Gibraltar sous les ordres de Édouard-Auguste de Kent, duc de Kent et Strathearn. Il entre dans l'état-major du prince et le suit à Québec, dans les Caraïbes, en Nouvelle-Écosse, de nouveau à Gibraltar puis retourne avec lui en Angleterre.
Après avoir obtenu le grade de major général, il est nommé commandant des troupes du Nouveau-Brunswick en 1812, ce qui lui permet en sus de gérer l’administration civile de la province, le lieutenant-gouverneur en titre, Thomas Carleton, étant en congé permanent en Angleterre. 
Il est ensuite nommé lieutenant-gouverneur du Nouveau-Brunswick le 1er juillet 1817 et le reste jusqu'à sa mort, le 27 mars 1823.